# Луч Корсар
Луч Корсар је руска извиђачка беспилотна летелица, развијена од стране фирме ОКБ ЛУЧ из Рибинска, дела московског холдинга Руселектроника, који је пак део руског конгломерата Ростех. Развијена је превасходно за потребе Оружаних снага Руске федерације.

## Карактеристике и развој
Беспилотна летелица Луч Корсар може се користити како за електронску борбу, тако и за аеро-фото снимање, патролирање, мониторинг саобраћаја. У ту сврху може бити опремљена опто-електронским комплексом "Свевидеће око". Развој беспилотне летелице Луч Корсар отпочео је 2009. године, да би 2015. године били обављени први пробни летови. Беспилотна летелица Луч Корсар опремљена је једним клипно-елисним мотором снаге од 50 до 70 коњских снага. Планирано је да се повећа долет беспилотне летелице са 160 на 250 километара. Иако су на Паради Победе у Москви 2018. године поред беспилотне летелице Луч Корсар виђене противоклопне ракете Атака, о борбеним могућностима ове беспилотне летелице нема других података.